# Ivan Iàkovlev
Ivan Iàkovlevitx Iàkovlev (en txuvaix: Иван Яковлевич Яковлев) (1848-1930). Lingüista i pedagog txuvaix, col·laborador de Nikolai Ilminski. El 1868, amb l'ajuda d'Ilià Uliànov, fundà a Simbirsk la primera escola txuvaixa, de què fou el primer director, i que va esdevenir l'embrió d'una xarxa que va impulsar en els següents anys i que el 1905 comptava amb dotze escoles. El 1877 fundà l'Escola Central de Mestres Txuvaixos, i el 1890 el Centre Cultural Txuvaix. Paral·lelament, el 1871 proposà una ortografia per al txuvaix, emprant l'alfabet ciríl·lic i amb una base fonològica, la qual va ser la forma utilitzada fins al 1933 i segueix sent, en bona part, la base de l'ortografia actual de la llengua.